# Peacock
Peacock (Alfa Pavonis, α Pav) – najjaśniejsza gwiazda w gwiazdozbiorze Pawia. Odległa od Słońca o ok. 179 lat świetlnych.

## Nazwa
Gwiazda ta nie jest widoczna na północ od równoleżnika 32° N (w tym z całej Europy) i leży zbyt daleko na południowej półkuli nieba, żeby starożytni greccy obserwatorzy znali ją i nazwali. Nazwa gwiazdy wywodzi się z języka angielskiego i oznacza „paw”, co jest oczywistym nawiązaniem do gwiazdozbioru, w którym się znajduje. Została wprowadzona w latach 30. XX wieku przez HM Nautical Almanac Office, jako że lotnicy Royal Air Force wykorzystywali tę gwiazdę w astronawigacji. Międzynarodowa Unia Astronomiczna w 2016 roku formalnie zatwierdziła użycie nazwy Peacock dla określenia tej gwiazdy.

## Charakterystyka obserwacyjna
Jest to jasna gwiazda, jej obserwowana wielkość gwiazdowa to 1,94m, a wielkość absolutna jest równa −1,75m. Przy tym jest to gwiazda spektroskopowo podwójna.

## Charakterystyka fizyczna
Główny składnik (Aa) należy do typu widmowego B. Bywa klasyfikowany jako podolbrzym (B2 IV) lub  gwiazda ciągu głównego (B3 V). W zakresie widzialnym jest ona 450 razy jaśniejsza od Słońca, ale przy temperaturze równej około 18 700 K emituje ona dużo promieniowania w zakresie ultrafioletu; jej jasność bolometryczna jest łącznie 2100 razy większa niż jasność Słońca. Promień tej gwiazdy, zarówno oszacowany na podstawie modeli gwiazd jak i zmierzony bezpośrednio, jest ok. 4,4 raza większy niż promień Słońca. Masa tej gwiazdy jest 5-6 razy większa od masy Słońca, co oznacza, że zakończy ona życie jako masywny biały karzeł. Niska zawartość deuteru w tej gwieździe jest wskazówką, że ten izotop wodoru jest zużywany w reakcjach jądrowych w gwieździe.
Drugi składnik (Ab), o którym niewiele wiadomo, wykonuje pełny obieg wokół większego towarzysza w ciągu zaledwie 11,8 dnia, co wskazuje, że jest odległy od jaśniejszej gwiazdy o około 0,21 au. Płaszczyzna układu jest niemal prostopadła do kierunku obserwacji.
Peacock ma także trzy optyczne towarzyszki 9–10 wielkości gwiazdowej, oddalone o od 1 do 4 minut kątowych.